# Fiona Bruce (femme politique)
Pour les articles homonymes, voir Fiona Bruce et Bruce.
Fiona Claire Bruce née le 26 mars 1957 est une femme politique du Parti conservateur britannique, députée de Congleton de 2010 à 2024,.

## Jeunesse
Née Fiona Claire Riley à Wick, dans l'extrême nord de l'Écosse, elle étudie à la High School for Girls de Burnley et à la Lellaff School de Howell , avant d'étudier le droit à l'université de Manchester et de poursuivre des études au Chester Law College .
Elle est admise comme avocate en 1981 et est associée principale du cabinet Fiona Bruce & Co depuis sa création en 1988.

## Carrière politique
Elle est élue en 2004 au conseil d’arrondissement de Warrington, où elle est membre exécutif des finances de 2006-2009. Elle se retire du Conseil après son élection au Parlement en 2010.
Elle se présente sans succès à Warrington South aux élections générales de 2005, terminant deuxième derrière la députée travailliste en exercice, Helen Southworth.
Elle reçoit le titre de femme d'affaires de l'année en 2003 et est classée sur la liste des conservateurs en 2006.
À la suite de sa sélection comme candidate du parti conservateur dans la circonscription, elle nie avoir été choisie à la suite d'une campagne orchestrée par des groupes religieux sensibles à ses convictions chrétiennes évangéliques. Bruce est membre du conseil de l'Alliance évangélique. Elle décrit sa priorité dans son action au Parlement comme suit : « défendre et se battre pour le caractère sacré de la vie humaine ».
En février 2015, Bruce présente un amendement au projet de loi sur les crimes graves 2014 visant à interdire l'avortement en fonction du sexe de l'embryon,. L'amendement est rejeté par 292 voix contre 201.
Elle soutient le Brexit lors du référendum de 2016.
En 2022, elle est élue présidente de l'Alliance internationale pour la liberté de religion ou de conviction, un réseau de pays qui promeut la liberté de religion ou de conviction dans le monde. Elle est réélue en 2023.